# Sof'ja Osipovna Apraksina
Sof'ja Osipovna Apraksina, in russo Софья Осиповна Апраксина? nata Zakrevskaja (in russo Закревская?) (1743), è stata una nobildonna russa, damigella d'onore dell'imperatrice Elisabetta.

## Biografia
Era figlia del generale Osip Luk'janovič Zakrevskij e di sua moglie Anna Razumovskaja, sorella di Aleksej Grigor'evič Razumovskij e di Kirill Grigor'evič Razumovskij. Nel 1746, l'imperatrice Elisabetta invitò a San Pietroburgo tutti i nipoti del conte Razumovskij.

## Matrimonio
Nel 1759 sposò il tenente delle Guardie a cavallo, il conte Nikolaj Fëdorovič Apraksin (1736-1792). Ebbero tre figli:
- Vera Nikolaevna (2 novembre 1768-22 novembre 1845) che sposò il conte Pëtr Vasil'evič Zavadovskij, ed ebbero tredici figli;
- Ippolit Nikolaevič (23 novembre 1771-21 febbraio 1774);
- Orest Nikolaevič (17 gennaio 1774-31 gennaio 1774).